# Meixide
Meixide is een plaats (freguesia) in de Portugese gemeente Montalegre en telt 127 inwoners (2001).